# Saint-Julien-de-Gras-Capou
 Saint-Julien-de-Gras-Capou  es una población y comuna francesa, en la región de Mediodía-Pirineos, departamento de Ariège, en el distrito de Pamiers y cantón de Mirepoix.

## Demografía
| 69 | 84 | 55 | 56 | 53 | 60 |
| Para los censos de 1962 a 1999 la población legal corresponde a la población sin duplicidades (Fuente: INSEE [Consultar]) |    |    |    |    |    |